# حارة الدهمشى (المعلا)
حارة الدهمشى هي إحدى حارات حي ردفان الواقع بمديرية المعلا التابعة لمحافظة عدن، بلغ تعداد سكانها 1462 نسمة حسب تعداد اليمن لعام 2004.